# Markus Egg (Anglist)
Markus Egg (* 25. Dezember 1963 in Erlangen) ist ein deutscher Linguist.

## Leben
Nach dem Abitur 1983 am Neuen Gymnasium Nürnberg studierte Egg von 1984 bis 1986 an der Universität Erlangen und nach einem Aufenthalt in Oxford bis 1993 an der Universität Konstanz, wo er im selben Jahr mit einer Arbeit Aktionsart und Kompositionalität. Zur kompositionellen Ableitung der Aktionsart komplexer Kategorien promoviert wurde. Anschließend war er bis 1996 am Wissenschaftlichen Zentrum von IBM Deutschland in Heidelberg Mitglied des Projekts Verbmobil und Mitarbeiter beim SFB 340 Sprachtheoretische Grundlagen für die Computerlinguistik. Von 1997 bis 2004 arbeitete Egg an der Universität des Saarlandes als wissenschaftlicher Mitarbeiter im SFB 378 Ressourcenadaptive kognitive Prozesse. Seine Habilitation legte er 2001 vor. Nach Lehrstuhlvertretungen in Bielefeld, Leipzig und Jena war er von 2005 bis 2008 Hoofddocent (associate professor) an der Rijksuniversiteit Groningen.
Seit 2009 ist Egg ordentlicher Professor für Anglistik an der Humboldt-Universität zu Berlin. In Nachfolge von Martin Klepper war er dort seit 2015 geschäftsführender Direktor des Instituts für Anglistik und Amerikanistik. Sein Forschungsschwerpunkt ist die Semantik und ihre Schnittstellen zu Syntax und Pragmatik.
Zudem war er in der AfD als Sprecher des Ortsverbands Pankow politisch aktiv. Für die AfD kandidierte er 2013 für den Bundestag (4,1 %) und 2016 für das Berliner Abgeordnetenhaus (12,1 %). Im Januar 2019 trat er aus der AfD aus.